# Imouzzer des Ida-Outanane
Imouzzer des Ida-Outanane ou Imouzzèr des Ida-Outanane (em tifinague: ⵉⵎⵓⵣⴻⵔ ⵉⴷⴰ ⵓ ⵜⴰⵏⴰⵏⴻ) é uma vila do sudoeste de Marrocos, situada a cerca de 60 km a nordeste de Agadir, faz parte da prefeitura de Agadir Ida-Outanane, região de Suz-Massa e Circulo de Agadir Atlantique. Constitui uma comuna com uma área de 186 km² e tinha 4.087 habitantes em 2024.
A vila é o centro da confederação dos Ida-Outanane, conhecida em francês como Pays des Outanane, tribos amazigues (berberes) Chleuhs que habitam os planaltos calcários do Alto Atlas próximos da costa atlântica. Os seus habitantes, aguerridos e orgulhosos da sua independência, conseguiram manter-se de fora do regime feudal que dominava a generalidade do território marroquino e na prática a região foi independente até aceitar o Makhzen em 1927. Os Ida-Outanane foram descritos em 1811 por James Grey Jackson, que lhes chamou "Eda Utenan", como «Shelluhs (Chleuhs) intrépidos e guerreiros».
A vila de casas brancas, alcandoradas a 1 160 metros de altitude sobre um amplo vale coberto por um palmeiral de montanha, é famosa pelas suas amêndoas e pelo seu mel ligeiramente picante. Todos os anos realiza-se em agosto um moussem (feira) onde o principal produto vendido é o mel. Outro dos atrativos turísticos, para além da beleza das paisagens da região, são as cascatas, conhecidas como "O Véu da Noiva", espetaculares especialmente nos invernos mais chuvosos (geralmente estão secas no verão).

## Demografia
Em 2024 a população da comuna era de 4.087 habitantes.

### Crescimento demográfico
O crescimento demográfico da comuna ao longo dos anos é a seguinte:
| 2024  | 2014  | 2004  | 1994  |
| ----- | ----- | ----- | ----- |
| 4.087 | 5.402 | 6.351 | 6.370 |